# Foot in Mouth
Foot In Mouth est un album live du groupe de punk rock californien Green Day, sorti au Japon en 1996. Les chansons ont été enregistrées à des dates différentes les unes des autres. Le titre japonais, Bakuhatsu Live! +5, rajoute un '+5', ce qui signifie que l'on a ajouté cinq chansons à l'EP live précédent, Live Tracks.

## Liste des chansons
1. Going to Pasalacqua - 3:52
2. Welcome to Paradise - 3:41
3. Geek Stink Breath - 2:17
4. One of My Lies - 2:21
5. Stuck With Me - 2:31
6. Chump - 2:33
7. Longview - 3:34
8. 2000 Light Years Away - 2:36
9. When I Come Around - 2:42
10. Burnout - 2:24
11. F.O.D. - 2:25

Notes
- Chansons 2, 4, 6, 7, 8 et 10 enregistrées le 11 mars 1994 au Jannus Landing, St. Petersburg, Floride. Ce sont les mêmes pistes qui figurent sur l'EP Live Tracks de 1995, mais pas exactement dans le même ordre (Burnout se trouvait avant 2000 Light Years Away).
- Chansons 1, 3 et 5 enregistrées le 2 septembre 1995 au Johanneshaov, Stockholm, Suède.
- Chanson 9 enregistrée le 27 janvier 1996 au Harumi Arena, Tokyo, Japon.
- Chanson 11 enregistrée le 26 mars 1996 au Sporthalle, Prague, République tchèque.